# Ezzahra
Ezzahra (arabe : الزهراء) est une ville côtière de la banlieue de Tunis située au sud de la capitale.
Rattachée administrativement au gouvernorat de Ben Arous, elle est le siège d'une délégation et d'une municipalité comptant 34 962 habitants en 2014 tandis que la ville elle-même compte une population de 6 000 habitants. D'autres cités s'y sont agglomérées (cités El Habib, 18-Janvier et Borj El Louzir).

## Situation géographique
Ezzahra, située dans la banlieue sud de Tunis, est délimitée par la mer Méditerranée et les municipalités de Radès, Hammam Lif et Bou Mhel el-Bassatine.
|               | Mer Méditerranée |                       |
| Radès         | Ezzahra          | Hammam Lif            |
| Médina Jedida | Mornag           | Bou Mhel el-Bassatine |

## Histoire
La municipalité est fondée le 10 septembre 1909, durant la période coloniale française, sous le nom de Saint-Germain. Saint-Germain était connue par les peintures de Paul Klee et d'August Macke réalisées en 1914, par exemple Paysage africain.

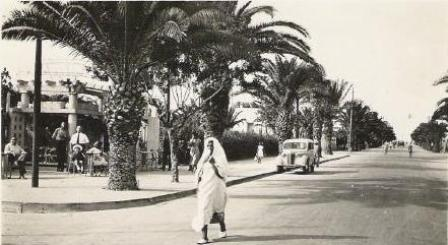
Vue du boulevard Charles-de-Gaulle en 1956.
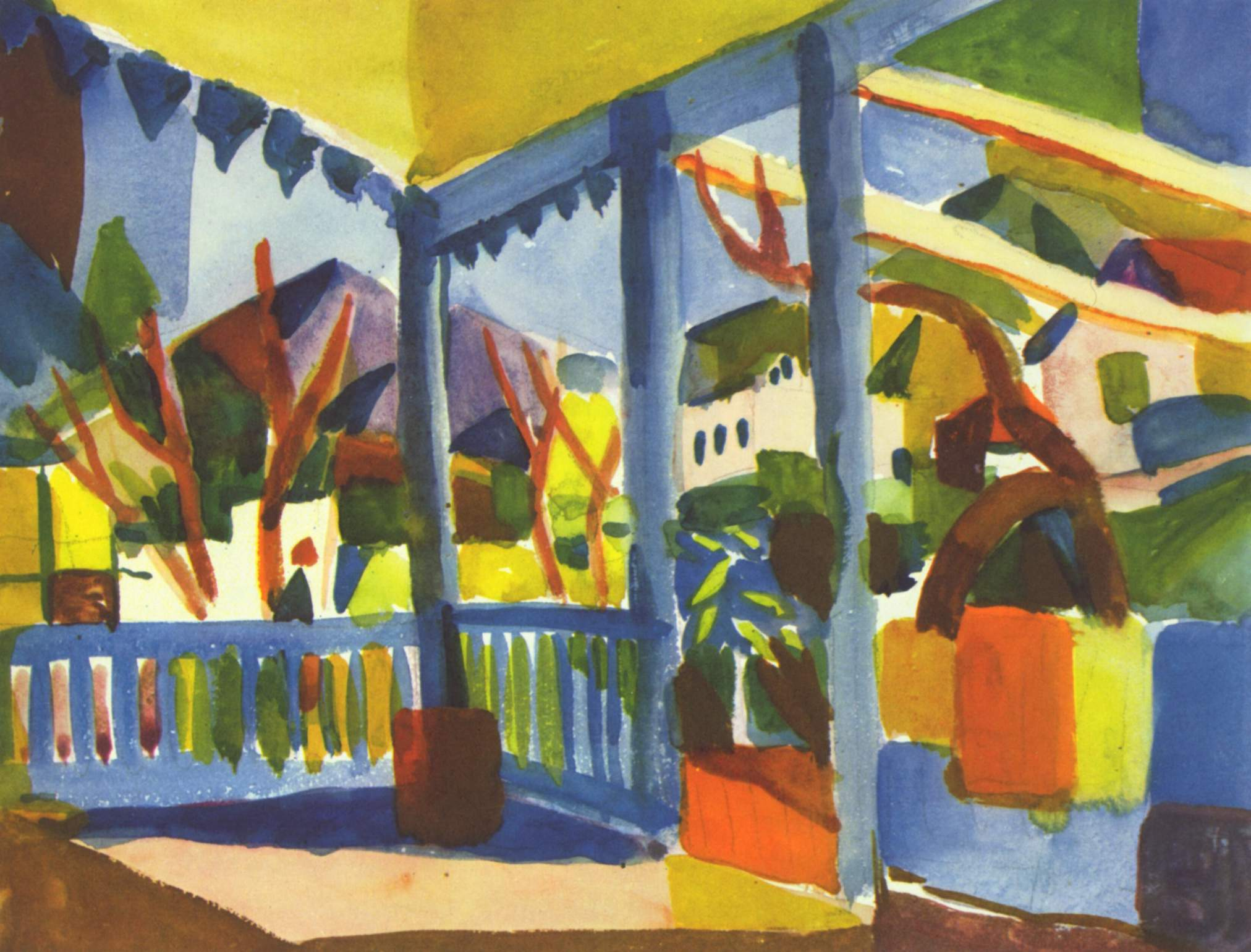
Terrasse à Saint-Germain par August Macke en 1914.

## Démographie
En 2014, la population totale atteint 34 962 personnes, dont 17 912 femmes (51,2 % de la population) et 17 050 hommes (48,8 % de la population). 7 367 personnes ont entre 0 et 14 ans, 22 563 personnes entre 15 et 60 ans et 5 032 personnes 60 ans et plus.

## Population et société

### Sports et loisirs
Ezzahra possède un club de basket-ball, Ezzahra Sports, qui évolue en division nationale et compte parmi les meilleurs de Tunisie. L'équipe joue ses matchs dans la Ezzahra Arena, une salle d'une capacité de 3 000 places. Ezzahra possède également un club de handball qui évolue en division d'honneur. On y trouve aussi une piscine olympique ouverte au public en septembre 2019.

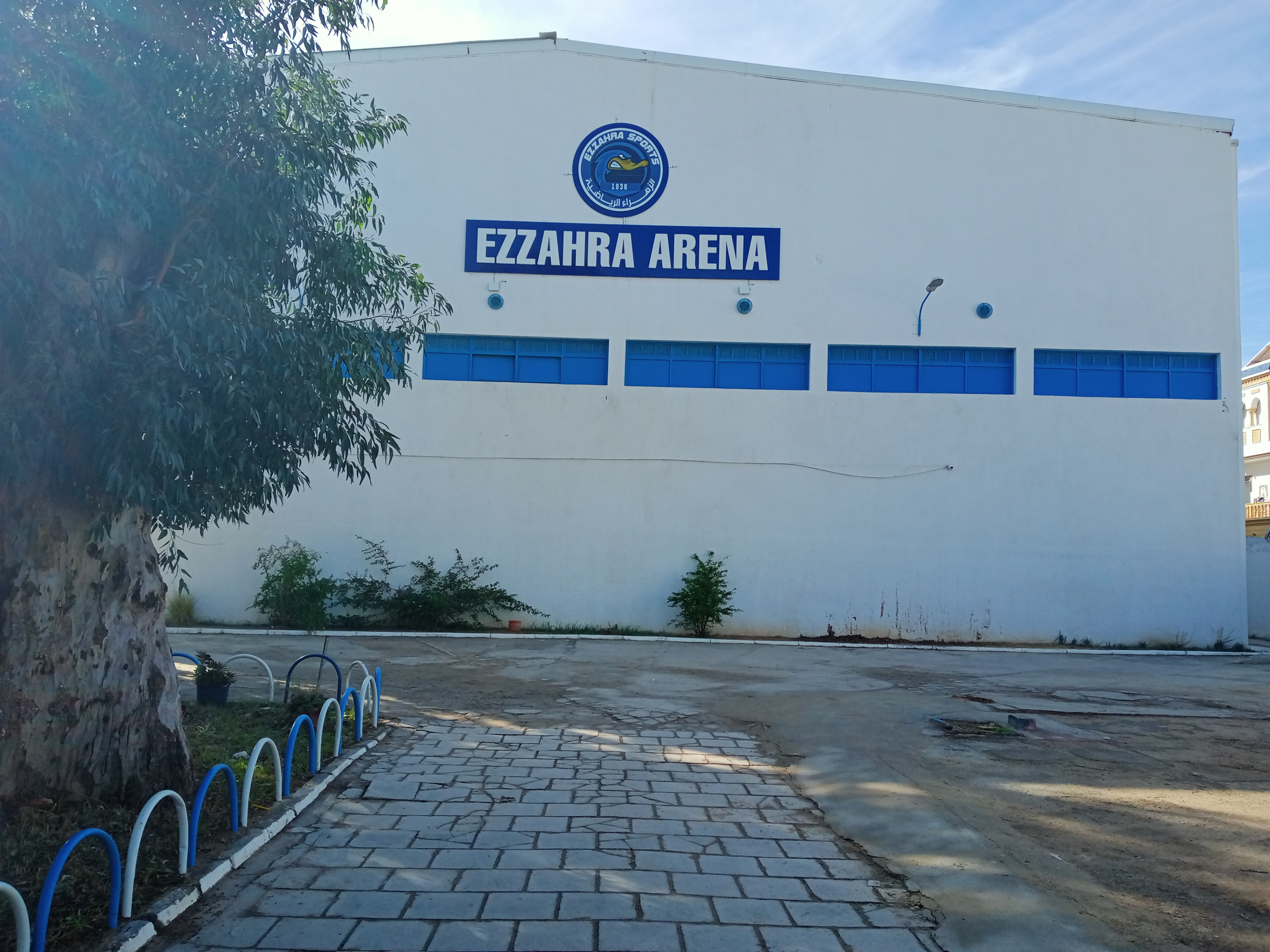
Ezzahra Arena.
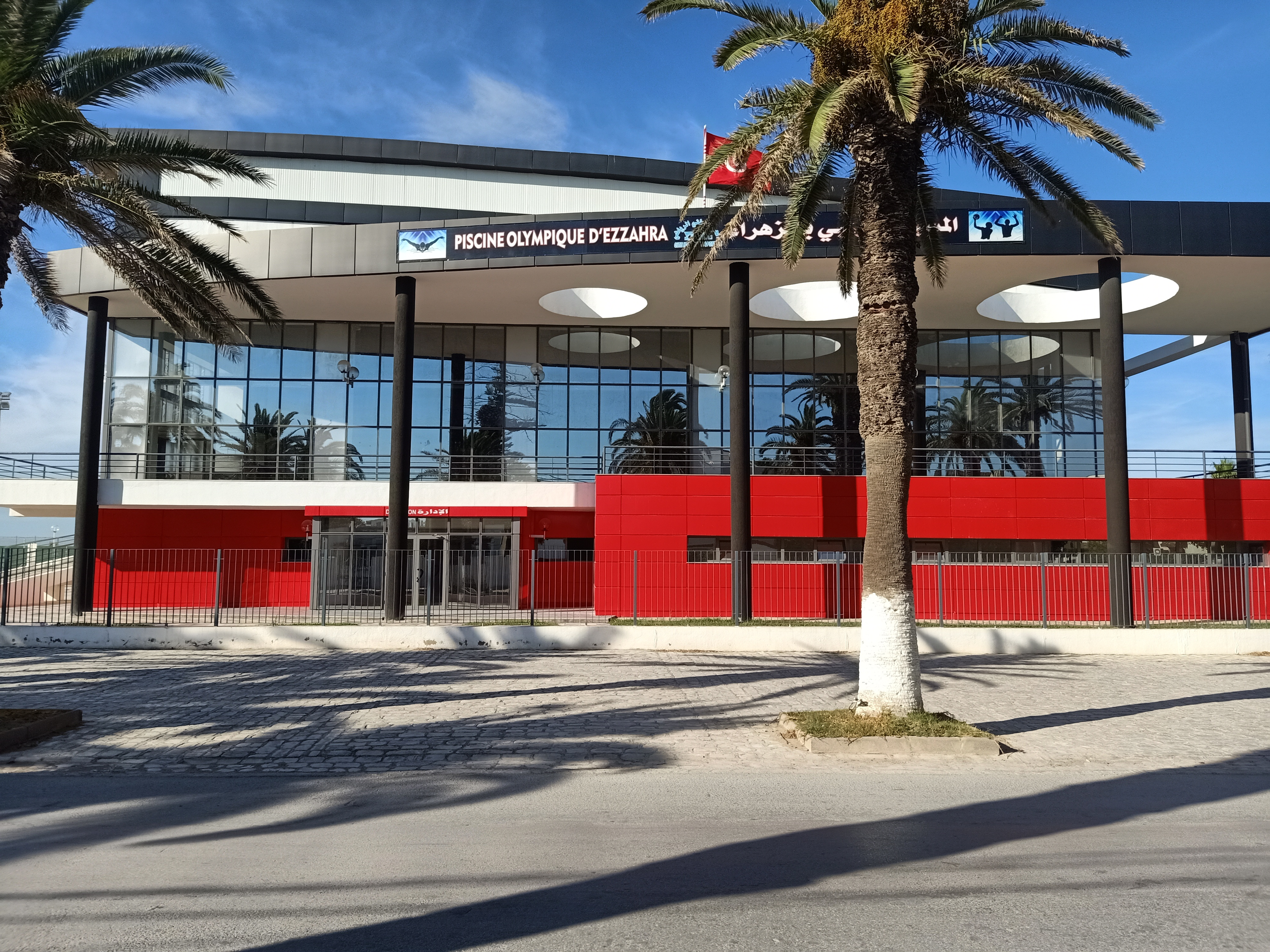
Piscine olympique d'Ezzahra.

Ezzahra organise par ailleurs un festival de théâtre chaque été, aux mois de juillet et août.

### Éducation et santé
La ville d'Ezzahra accueille plusieurs établissements éducatifs publics, dont cinq écoles primaires (Khaznadar, Borj Louzir, République et Farhat-Hached et Cité El Habib), deux collèges (Mongi-Slim et 2-Mars) et un lycée (Ibn Rachiq). Il abrite aussi un établissement privé, la Salima School Ezzahra fondé par Jalila Mezni.
Du côté sanitaire, on y trouve la polyclinique El Walid et la clinique Ezzahra.

## Dans la culture
L'action d'Un divan à Tunis, de Manele Labidi (2019), se situe à d'Ezzahra : c'est là que Selma, jeune psychanalyste de retour de France, vient vivre et installer son cabinet.

## Homonymies
- nom donné au palais du baron d'Erlanger à Sidi Bou Saïd qui abrite une collection d'instruments de musique arabe : Ennejma Ezzahra ;
- nom d'un ksar situé à proximité de Tataouine : Ksar Ez Zahra.